# Juraj Haulík Váralyai
Juraj Haulík Váralyai (né le 20 avril 1788 à Trnava et mort le 11 mai 1869 à Zagreb) est un cardinal hongrois-croate  du XIXe siècle. 

## Biographie
Haulík Váralyai est élu évêque de Zagreb en 1837. Le diocèse est élevé archidiocèse en 1852. Le pape Pie IX le crée cardinal lors du consistoire du 16 juin 1856. Il est le premier cardinal résident de  Croatie  et il soutient l'enseignement et les cultures slovaques et croates dans une période marquée par la mise en œuvre d'une politique de magyarisation des minorités du royaume de Hongrie.

## Source
- Fiche sur le site fiu.edu